# Габриеле Мария Висконти
Габриеле Мария Висконти (на италиански: Gabriele Maria Visconti, 1385 – 15 декември 1408) е господар на Пиза от 1402 до 1405 г., на Крема от 1402 до 1403 г. и на Сардзана от 1402 до 1408 г.

## Произход
Габриеле Мария Висконти е извънбрачен син на Джан Галеацо Висконти, херцог на Милано и Аниезе Мантегаца. Вероятно има един брат – Антонио (* 1389, † ок. 1391). Освен това има трима полубратя и една полусестра от първия брак на баща си, сред които Валентина, херцогиня на Орлеан, двама полубратя и една полусестра от втория брак на баща си, сред които Джовани Мария, 2-ри херцог на Милано, и Филипо Мария, 3-ти херцог на Милано, както и един полубрат от негова извънбрачна връзка.

## Биография
След смъртта на баща си през 1402 г., 16-годишният Габриеле наследява господството над Пиза и други съседни територии, както и господството над Крема и Сардзана. Всички тези господства са му дадени като апанаж като васал на неговия законен полубрат и нов херцог на Милано Джовани Мария Висконти, по това време на 14 г. и следователно под регентството на майка си Катерина Висконти.
През 1405 – 1406 г. младият херцог на Милано Джовани Мария е в затруднение след смъртта на майка си, така че моли своя полубрат Габриеле Мария за помощ. Затова той му поверява управлението на града, но самият Габриеле Мария, в несъгласие с Джовани, скоро напуска Милано.
Флорентинците, заклети врагове на Джан Галеацо, изпращат армиите си срещу териториите на Пиза и Сиена веднага след смъртта му, но тези армии, заети с набези само в провинцията, не успяват да попречат на младия Габриеле Мария да слезе в Тоскана, влизайки в Пиза и официално да влезе във владение на града. Междувременно владенията на Висконти се разпадат под целите на различни сили и различни местни господари, които превземат различните градове, избягали от правителството на херцогиня Катерина. Сред тях е и Крема, личен апанаж на Габриеле Мария, над който град семейство Бенцони поема контрола през 1403 г.
Междувременно флорентинците запазват претенциите си към Пиза и се опитват да използват недоволството, причинено сред населението от Габриеле Мария, който, след като налага нови данъци, изпраща някои богати граждани на смърт, за да конфискува имуществото им, след като ги обвинява в заговор срещу него. Поради това през януари 1404 г. Флоренция изпраща корпус от кавалерия и няколко пехотни роти срещу Пиза, но тази малка армия намира града добре защитен и затова трябва да отстъпи.
Габриеле Мария Висконти, страхувайки се, че флорентинците ще се върнат с по-големи сили, моли французите за помощ. В този период в Италия всъщност е известният Жан II Льо Менгр, известен като Бусико, който управлява Генуезката република за краля на Франция. Висконти получава очакваната помощ, като се обявява за васал на краля на Франция и обещава годишен данък от кон и сокол. След този акт Бусико нарежда на флорентинците да оттеглят всички заплахи срещу Пиза и тъй като заповедта няма ефект, той нарежда всички флорентински търговци, които са в Генуа, да бъдат затворени, като също така конфискуват всичките им стоки. Флоренция не иска да си навлече гнева на краля на Франция, затова сключва 4-годишно примирие с губернатора на Генуа и със самия Габриеле Мария, което предвижда отстъпването на Ливорно на Флоренция срещу голяма компенсация, след което Флорентинците се обръщат към наказване на тосканските феодали, които по време на войната срещу Джан Галеацо са застанали на страната на последния.
Флоренция обаче продължава да иска владението на Пиза. Поради това флорентинците, оставайки верни на споразуменията за примирие, подклаждат трудностите, пред които е изправен Бусико, мразен от генуезците заради омразното му управление, с надеждата да извлекат печалба от него. От своя страна Бусико не се чувства много сигурен в Генуа и, желаейки да получи съюза на Флоренция, кара Габриеле Мария Висконти да преговаря с флорентинците чрез негово посредничество, за да им продаде самата Пиза. Ето защо скоро след това се отваря т. нар. „пазар в Пиза“, според израза на времето. Преговорите започват тайно в Генуа и продължават във Викопизано. Като чуват за това, пизанците вдигат оръжие срещу своя господар и го принуждават да се скрие в градската крепост (21 юли 1405 г.). Въпреки това Висконти продължава преговорите и се съгласява с Флоренция за прехвърлянето на крепостите и замъците в негова власт, а освен това той също продава всичките си права като господар на Пиза, запазвайки само притежанието на Сардзана и други земи в Лунигджана.
Междувременно Бусико се намесва, пристигайки в Пиза с две галери и триста души; не е ясно дали поради недоразумение или засада един от корабите е качен на борда веднага щом влиза в Арно и екипажът е пленен. След това Бусико се оттегля, не желаейки да започне пълномащабна война, за която вероятно не може да разчита на помощта на Франция. Поради това Флоренция купува господството над Пиза от Габриеле Мария (който междувременно се е оттеглил в Сардзана) за 200 000 златни флорина (от които три пети отиват у Бусико, а останалите у Висконти); чрез придобиването на града, с неговото пристанище, Флоренция има собствен достъп до морето, като по този начин може да влезе в конкуренция с Генуа, но преминаването към Флоренция не е добре дошло в Пиза, където отново избухва въстание, към което флорентинците отговарят с поставяне на обсада, която завършва с превземането на изтощения град.
През следващите години разнородна коалиция се обединява срещу френските интереси в Италия: Висконти от Милано, Маласпина от Луниджана, Теодор II от Монферат и гибелините изгнаници от Генуа, добре представени дори в рамките на градските стени от множество личности и властови групи. Първоначално Бузико успява да реагира яростно на заплахата, като действа със свирепа решителност вътрешно и външно водейки война срещу Маласпина; Самият Габриеле Мария Висконти, посочен в кореспонденция като един от лидерите на заговора, е привлечен в капан от Бусико с обещанието да плати обезщетение за продажбата на Пиза и Ливорно; след това той е затворен от него по обвинение в държавна измяна и малко след това умъртвен чрез обезглавяване през 1408 г.

## Потомство
От неизвестна жена има един син:
- Якопо Висконти (* ок. 1405, † след 1446), узаконен 1429 от чичо си – херцогът на Милано Филипо Мария, инвестиран с Тортона и Валенца през 1429 г.; ∞ за Катерина Роси от графовете на Сан Секондо.[3]